# Invalidstiftelsen Orton
Invalidstiftelsen Orton (finska: Invalidisäätiö Orton) är en stiftelse i Helsingfors som bildades 1940 på socialministeriets initiativ.
Invalidstiftelsens ursprungliga syfte var att se till att de som sårats i vinterkriget fick operationsvård, rehabilitering och utbildning. Klientelet och uppgifterna har med tiden breddats. Stiftelsens sjukhus Orton har specialiserat sig på ortopedisk kirurgi, Forskningsinstitutet Orton sysslar med forskningsarbete och stiftelsen ordnar också yrkesfortbildning.